# Rib Mountain State Park
Rib Mountain State Park is een 818 hectare groot beschermd landschap en staatspark in de buurt van de stad Wausau (Marathon County) in de Amerikaanse staat Wisconsin. Het park ligt 16 km ten noordnoordwesten van Central Wisconsin Airport. Ten noordoosten van het park ligt de plaats Rib Mountain.
Het werd opgericht in 1927 en wordt beheerd door het Wisconsin Department of Natural Resources. In het park ligt de berg Rib Mountain. Het park omvat verder ook een ski-oordconcessie, Granite Peak Ski Area, een amfitheater en meer dan 24 kilometer aan paden.

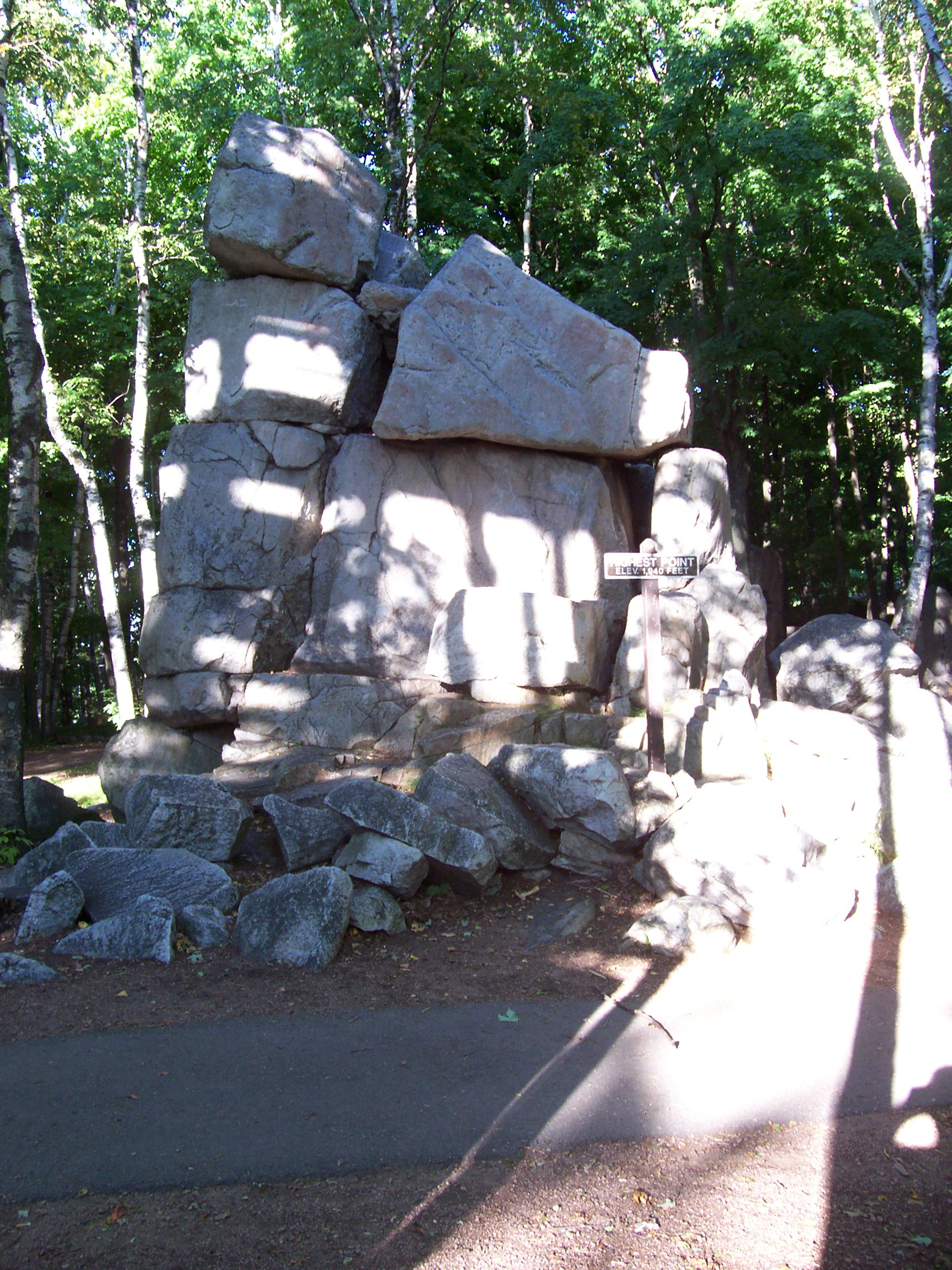
Het hoogste punt op Rib Mountain
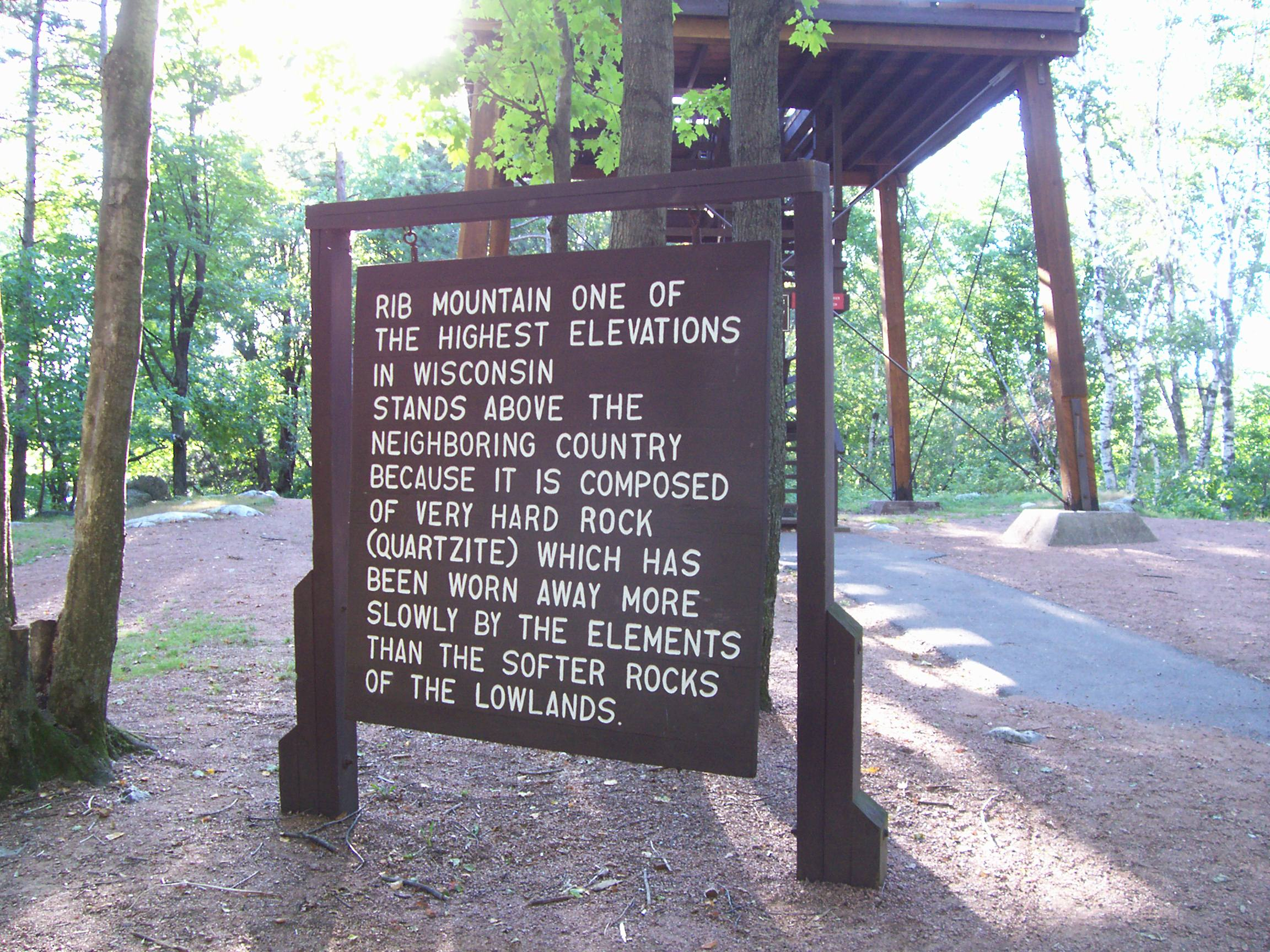
Informatiepaneel
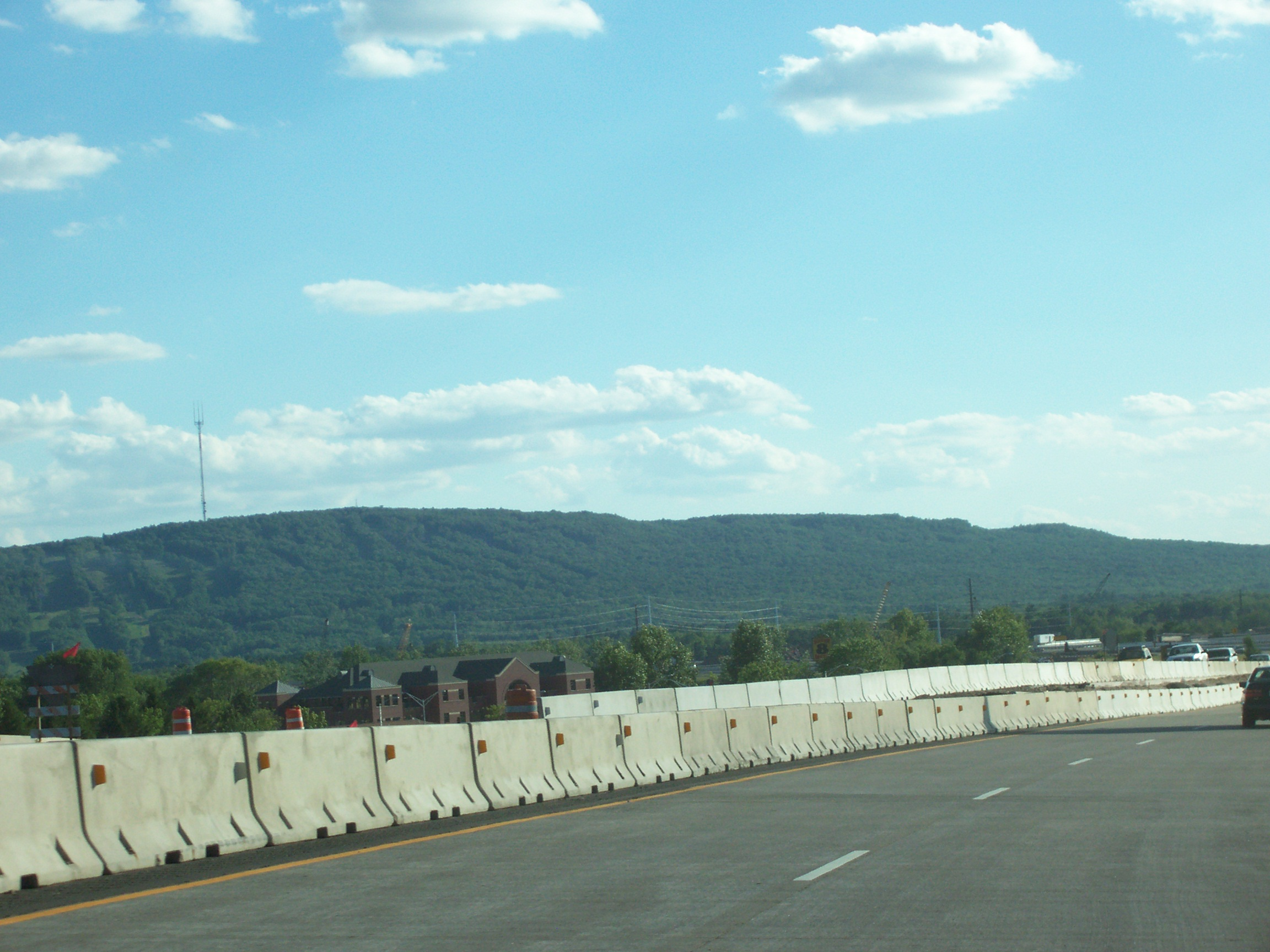
Rib Mountain gezien vanaf Interstate 39